# Salvador Ribé Garcia
Salvador Ribé Garcia (Centellas, 14 de febrero de 1872 - Buenos Aires, Argentina, 27 de febrero de 1944) fue un obrero, empresario textil y político español, alcalde del municipio de Sabadell entre 1931 y 1934.

## Biografía
Nacido en Centellas en una familia trabajadora, llegó a Sabadell muy joven para trabajar en la industria textil y más adelante se convirtió en empresario del sector. Se casó con Maria Anfruns y Vallribera, con la que tuvo cinco hijos, y vivían en la calle Calderon, 117.
Gran admirador de Francisco Pi y Margall, se afilió al Círcol Republicano Federal (CRF). Se convirtió en el primer alcalde de la Segunda República en la ciudad en ser elegido el 14 de abril de 1931, cargo que ocupó hasta el 1 de febrero de 1934. Durante su mandato se priorizó la cultura (con Salvador Sarrà Serravinyals como su concejal), con la fundación del Museo de Historia de Sabadell, y la enseñanza, construyéndose construyeron escuelas como la escuela pública de Can Rull.